# Shelter (2010)
Shelter ist ein US-amerikanischer Horrorfilm von Måns Mårlind und Björn Stein aus dem Jahr 2010. Julianne Moore spielt die Hauptrolle, eine Psychiaterin, die sich auf das Thema „dissoziative Persönlichkeitsstörung“[sic] spezialisiert hat.

## Handlung
Dr. Cara Jessup ist eine alleinstehende Mutter und ambitionierte Psychiaterin. Ihr Patient Adam entpuppt sich als ein Fall, der ihr Interesse weckt. Anfangs vermutet sie eine dissoziative Störung, da er eine Identität nach der anderen annimmt. Davon rückt sie wieder ab, nachdem sich herausstellt, dass es die Identitäten tatsächlich gab und sie Opfer von Ritualmorden waren. Die Recherchen zu dem Symbol, das ihnen allen in den Rücken geätzt wurde, führen Cara in eine abgelegene Waldsiedlung. Dort lebte zu Beginn des vergangenen Jahrhunderts der Pfarrer Reverend Christian Moore. Die Dorfbewohner lynchten ihn, weil er nur seinen Töchtern medizinische Behandlung zukommen ließ. Die Dorfälteste, genannt Granny, saugte ihm die Lebensenergie aus dem Leib und verfluchte ihn. Seine Bestimmung war fortan, Ungläubige zu vernichten. Cara findet bei einem Historiker noch alte Filmaufnahmen vom Reverend und entdeckt, dass dieser aussah wie Adam.
Inzwischen hat sich herausgestellt, dass auch Adam nicht der wahre Name des Mannes ist, der fast täglich die Identität eines neuen Verbrechensopfers annimmt, denn auch Adam Zabor ist eines der Mordopfer. Man hatte ihn bisher nur noch nicht gefunden, weil er zurückgezogen lebte. Währenddessen wird klar, dass es der Mörder auch auf Caras Familie abgesehen hat. Ihr Vater und zum Schluss auch ihre Tochter Samantha sterben an einer unbekannten Infektion. Cara versucht noch, ihre Tochter von der immer noch lebenden und mit übernatürlichen Kräften versehenen Granny retten zu lassen, aber diese lehnt ab, denn schließlich ist Reverend Moore in ihrem Sinne tätig. Die kleine Samantha war vom Glauben abgekommen, weil ihr Vater vor einigen Jahren von einem Straßenräuber ermordet wurde.
Da Reverend Moore Samanthas Lebensgeist in sich aufnahm und damit auch ihre Identität, sieht er Cara nun als seine Mutter. Cara spielt das Rollenspiel mit und nimmt den Mörder ihrer Tochter in den Arm. In dieser Position gelingt es Cara, ihn mit einem Stock zu töten. Danach erwacht ihr geliebtes Kind wieder zum Leben, wirkt aber nicht wie immer, sondern wesensverändert. Sammy summt ein Lied, das eines von Reverend Moores Mordopfern zu Lebzeiten komponierte und das ihr eigentlich nie zu Ohren kam.

## Hintergrundinformationen
Der Mystery-Thriller wurde mit einem geschätzten Budget von 22 Mio. Dollar in Pittsburgh gedreht und konnte an den Kinokassen nur einen Bruchteil dieser Kosten wieder einspielen.

## Kritik
Der Film wurde von der Filmkritik durchweg negativ aufgenommen. Nur eine der bei Rotten Tomatoes verzeichneten Kritiken war positiv. Der Film erhielt die Wertung von 3,9 von 10 möglichen Punkten. In der Internet Movie Database erreichte er jedoch einen Wert von 6,0 von 10.